# Hydraulica

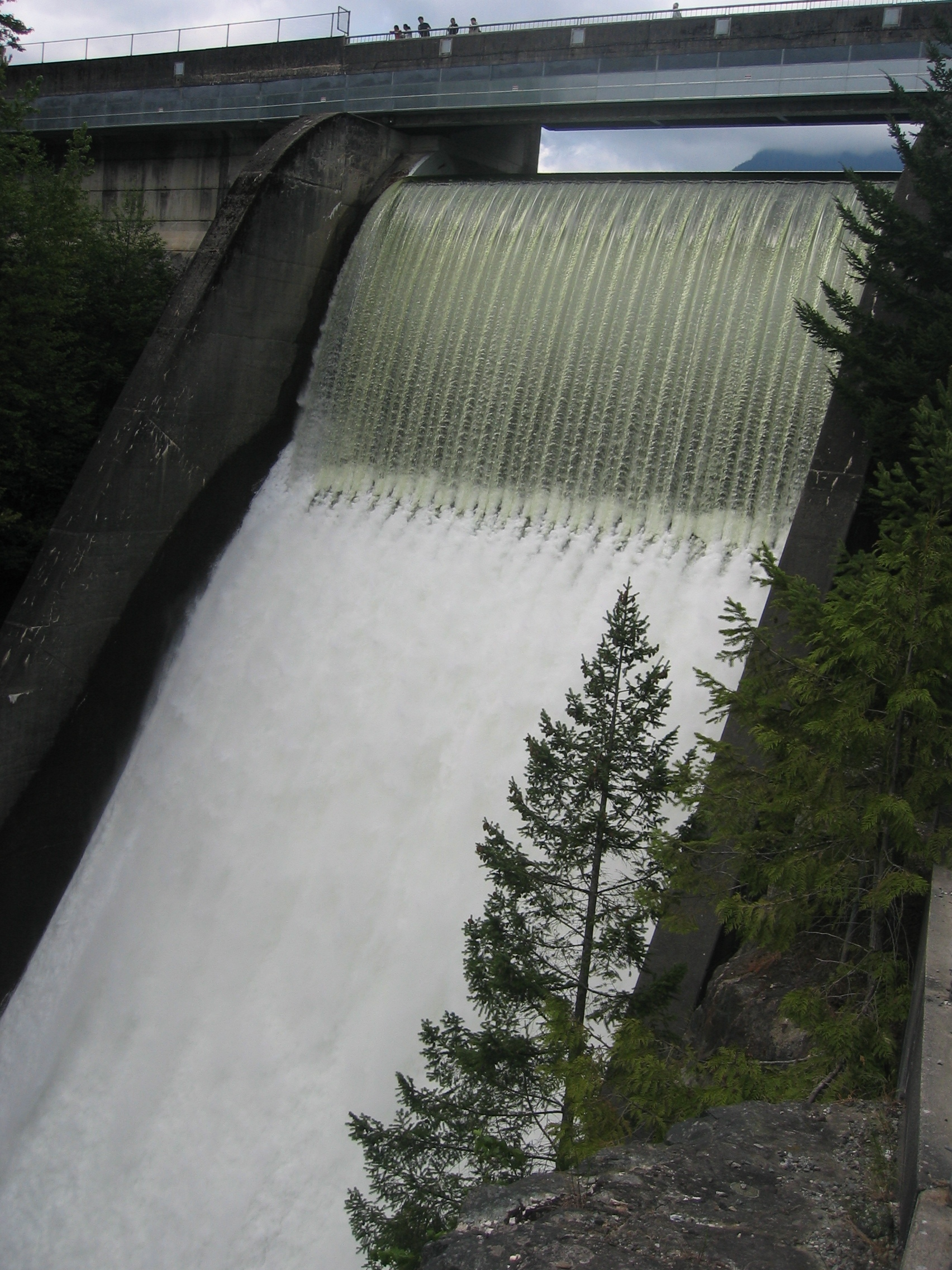
Superkritische stroming op de overstort van de Clevelanddam in de rivier de Capilano in British Columbia, Canada

Hydraulica is de toegepaste wetenschap die zich bezighoudt met het gedrag van stromende vloeistoffen (vloeistofdynamica), veelal met een vrij wateroppervlak zoals rivieren, meren, kanalen en zeeën. Andere woorden voor hydraulica zijn waterloopkunde en fluïdomechanica.

## Enige aspecten van de hydraulica
Het woord "hydraulica" is afkomstig van het Griekse woord ὑδραυλικός (hydraulikos), dat afstamt van ὕδραυλος (hydraulos), hetgeen Grieks is voor waterorgel. Het woord ὕδραυλος (waterorgel) is samengesteld uit ὕδωρ (water) en αὐλός (fluit of pijp).
Volgens de hydraulica kan een vloeistof op twee manieren stromen:
- Laminaire stroming (gelaagd)
- Turbulente stroming (wervelend)

De Navier-Stokes-vergelijkingen zijn een veel gebruikte wiskundige beschrijving voor de stroming van vloeistoffen. Voor turbulente stroming is het in de praktijk onmogelijk om de Navier-Stokes-vergelijkingen compleet op te lossen. Voor deze stromingen worden meestal Reynolds-gemiddelde Navier-Stokes-vergelijkingen (RaNS) gebruikt.
Enkele belangrijke fenomenen uit de hydraulica:
- Schietend water (superkritische stroming) versus stromend water
- Watersprong
- Waterslag